# Sweet Valley High
Sweet Valley High (conocida en España como Las gemelas de Sweet Valley y en Hispanoamérica como Mellizas y rivales) es una serie televisiva estadounidense. Se funda en una serie de novelas del mismo título publicadas por Francine Pascal y traducidas al español por la Editorial Molino. Se trata de una comedia adolescente estrenada en el año 1994 por la televisión "sindicada" americana (sobre todo por estaciones de la cadena FOX), para ser transferida tiempo después a la red de United Paramount Network (UPN) para su cuarta temporada, y emitida durante cuatro temporadas con buenos registros de audiencia.

## Argumento
La serie está basada en unos libros de gran tirón entre los jóvenes americanos y muestra la vida de Liz y Jessica, dos gemelas idénticas aunque de personalidades opuestas.
Liz es bondadosa, responsable y amiga de sus amigos, mientras que Jessica es egoísta, presumida y superficial. Ellas y sus amigas, amigos y novios tratarán de divertirse en los alocados años de instituto.

## Reparto
- Brittany Daniel - Jessica Wakefield
- Cynthia Daniel - Elizabeth Wakefield
- Michael Perl - Winston Egbert
- Ryan Bittle - Todd Wilkins
- Bridget Flanery - Lila Fowler
- Harley Rodriguez - Manny López

## Emisión
La serie se ha emitido en España a través de Televisión Española y Antena 3 con buenas audiencias, llegándose a ver durante un tiempo durante el mismo periodo en ambos canales. En Latinoamérica aparte de las televisoras locales fue transmitida por el canal de cable Fox. En Venezuela se emitió en Venevisión en los años 90. En Ecuador se emitió en Telesistema (ahora RTS) en los años 90. En Chile se emitió en Televisión Nacional de Chile en los años 90, en Argentina se emitió por Multicanal Canal 73 en 1995 a las 12:30, en Paraguay se emitió por Unicanal (en ese entonces TV CInema) en 1995 a las 15:00 y en Uruguay se emitió por VTV (en ese entonces TVC canal 14) en 1996 a las 16:30, en República Dominicana por canal 2 con altos índices de audiencia y en Colombia se transmitió en un horario vespertino por la Cadena Uno a mediados de los años 90.